# Balkezes
A Balkezes hazai kisüzemi sörfőzde.

## Történet
A Balkezes sörfőzdét 2012 májusában alapította Nyaras Tamás és Deres Attila. 2013 márciusában a Házisörfőzők Nemzetközi Versenyén egyik sörük a Düsseldorfi Altbier kategóriában második helyet ért el (ekkor még Kétbalkezes Sörfőzde néven). A versenyt követően kezdtek el 400-500 literes főzeteket készíteni, hogy minél szélesebb körben ismertté tegyék söreiket. 2014-ben szintén a Házisörfözők Nemzetközi Versenyén Amerikai IPA kategóriában ezüstérmet szereztek. A főzde a kraft sör mozgalom tagja. Az Ország Söre verseny 22 résztvevőjének egyike volt 2016-ban.

## Söreik
Az Earl Grey teával és bergamottal ízesített GreyJoy nevű dupla IPA több verziója is nagy sikert aratott, az Untappd nevű alkalmazás magyar felhasználói számára 2016-ban ez volt a legjobb sör 4,24-es értékeléssel.
- #2
- #3.0
- #4
- #4.1
- Der Fehler
- Die Macht
- Fesztiválsör '16
- GreyJoy
- Hopster
- Peeping Tom